# Биоспелеология
Биоспелеология, спелеобиология (от др.-греч. βίος — жизнь, σπήλαιον — пещера и λόγος — учение, наука) — раздел биологии, занимающийся изучением организмов, обитающих в пещерах. Впервые о подземной фауне написал иезуит Кирхер. Изучение подземной жизни продолжилось в XVIII—XIX веке. В результате к концу XIX века в разных пещерах были открыты и изучены до сотни видов подземных животных. Термин «биоспелеология» ввёл в 1903 году француз Арман Вире (фр.). Основы биоспелеологии были созданы румынским биологом Э. Раковицэ (1907), который совместно с Р. Женелем исследовал особенности экологических условий пещер и их влияние на живые организмы, закономерности эволюции подземных биот, размножение и географическое распространение пещерных обитателей и др, всего они исследовали более 1 500 пещер в Европе. В 1904 г. Э. Раковицэ изучил слепого рачка из Драконовой пещеры на острове Мальорка. В 1907 году Э. Раковицэ основал научную ассоциацию «Биоспелеолоджика». В СССР основателем биоспелеологии стал московский биолог Яков Авадьевич Бирштейн (1911—1970), впоследствии его дело продолжили С. Левушкин, Н. Залесская, С. Головач, В. Книсс, Р. Джанашвили и др.